# طلال ناصر الدين
طلال كاظم ناصر الدين (أبو كاظم؛ 1 نوفمبر 1949 في القدس –) هو رجل أعمال فلسطيني، من مواليد مدينة القدس ويسكن فيها. حاصل على شهادة الماجستير في الكمياء من الجامعة الأمريكية في بيروت عام 1974، يشغل منصب المدير العام ورئيس مجلس الإدارة لشركة بيرزيت للأدوية منذ العام 1991.

## حياته
ولد طلال ناصر الدين عام 1949 في مدينة القدس، درس وتخرج من مدرسة الفرير الخاصة، وكان قد حصل على شهادة GCE وليس شهادة التوجيهي كأقرانه في الكلية، التحق عام 1968 لإكمال الدراسة في كلية بيرزيت. في سنة 1970، انتقل هو وقرابة 45 طالبًا وطالبة من كلية بيرزيت، لاستكمال الدراسة في بيروت في الجامعة الأمريكية وجامعة بيروت العربية. بعد تخرجه من الجامعة الأمريكية. عاد إلى بيرزيت في أيلول 1974، كأستاذ يدرس الكيمياء غير العضوية لطلبة السنة الرابعة. وقد ساهم مع مجموعة من الأساتذة والاكاديميين مثل الدكتور جابي برامكي والدكتور عبد اللطيف أبو حجلة بإدراج ثلاثة مواضيع جديدة على دائرة الكيمياء لم تكن من قبل بسبب كونها كلية. استمر بالتدريس كمحاضر بالجامعة حتى 1984.

## حياته المهنية
بدأ طلال حياته المهنية في عام 1974 عندما استثمر في شركة بيرزيت للأدوية، وفي عام 1984، عُين الرئيس التنفيذي لشركة بيرزيت للأدوية، وفي عام 1991 تم تعيينه رئيسا لمجلس الإدارة للشركة. في عام 1992، توسعت شركة بيرزيت للأدوية واندمجت مع شركة فلسطين للأدوية، تلتها عملية اندماج أخرى مع الشركة الشرقية في عام 2002.
في عام 2003، بدأ ناصر الدين بالتقدم من خلال تأسيس وترأس مجلس إدارة  شركة بترو بال للزيوت المعدنية. في عام 2005، أنشأ شركة لوتس للاستثمار المالي. وشارك في تأسيس البنك الوطني الذي يرأس مجلس إدارته أيضا. وفي وقت لاحق من عام 2007، استثمر السيد  طلال في تأسيس شركة التكافل للتأمين وتم تعيينه رئيسا لمجلس إدارتها حتى عام 2016، كما استثمر السيد طلال في تأسيس شركة أبراج للتنمية والاستثمار وتم تعيينه رئيسا لمجلس إدارتها حتى اليوم.

## دوره ومساهماته
وفي إطار مشاركته الفعالة  في تنمية القطاع الخاص الفلسطيني والمجتمع المحلي، يتولى ناصر الدين عدد من المناصب الادارية في مجموعة من الشركات الاستثمارية في القطاعات العقارية والمالية والخدماتية منها:
- تأسيس مركز التجارة الفلسطيني (بال تريد). كما أسس اتحاد الصناعات الفلسطيني الذي ترأسه حتى عام 2003.
- عضوا في مجلس إدارة صندوق الاستثمار الفلسطيني حتى عام 2006.
- عضو في مجلس إدارة  سلطة النقد الفلسطينية (2002-2006).
- ساعد في تأسيس اتحاد الصناعات الدوائية الفلسطينية الذي ترأسه حتى عام 2008.
- ساعد في تأسيس جمعية رجال الأعمال في عام 1998.

- عضو مجلس إدارة شركة الاتصالات  الفلسطينية - بالتل.

- عضو مجلس إدارة شركة فلسطين للكهرباء.

- عضو مجلس الأمناء لمستشفى القديس يوسف من عام (2016- 2020)
- رئيس صندوق وقفة عز والذي أسس في عام 2020 لدعم الشعب الفلسطيني خلال جائحة كورونا.